# Division 1 1940/41
Die Division 1 1940/41 war die zweite Austragung der französischen Fußballliga während des Zweiten Weltkriegs, der Besetzung Frankreichs durch die deutsche Wehrmacht (Sommer 1940) und der nachfolgenden Aufteilung des nach Annexion von Elsass und Teilen Lothringens verbleibenden Gebietes in eine freie, eine besetzte und – in Grenznähe zu Belgien, Deutschland und der Schweiz – eine verbotene Zone (Zone libre, Zone occupée, Zone interdite).
Diese sogenannten „Kriegsmeisterschaften“ (championnats de guerre) zwischen 1939 und 1945 zählen – anders als der Landespokal – nicht als offizielle Wettbewerbe, und die jeweiligen Sieger einer von deren Spielzeiten haben demzufolge auch keinen offiziellen Titel gewonnen. Gewinner der Nordgruppe wurde Red Star Olympique aus Saint-Ouen, Gewinner der Südgruppe Olympique Marseille.
Von den 21 Mannschaften, die der ersten Liga in der vorangehenden Spielzeit angehört hatten, fehlten bei dieser Ausspielung fünf; während der FC Antibes sich aufgrund seiner Erfolglosigkeit zurückgezogen hatte, war den vier verbliebenen Mannschaften aus der unmittelbar an das gleichfalls besetzte Belgien angrenzenden Region (Excelsior AC Roubaix, Racing Lens, US Boulogne, Racing Arras) die Teilnahme aufgrund der besonderen Restriktionen in der zone interdite nicht möglich. Die Klubs aus Lille (Olympique und SC Fives) hatten schon 1938/39 nicht mehr teilnehmen können. Fives, Lens und die US Valenciennes-Anzin trugen eine eigene Punktrunde aus, deren Ergebnisse in der Literatur aber nicht veröffentlicht sind. Zusätzliche Aufsteiger gab es nicht.

## Vereine
Die 16 Teilnehmer der ersten Liga wurden in zwei regionale Gruppen (Nord und Süd) aufgeteilt, deren jeweiliges Gebiet dem der besetzten beziehungsweise der unbesetzten Zone entsprach:
- Nord: Le Havre AC, FC Rouen, Racing Paris, CA Paris, Red Star Olympique, Stade Reims und die umbenannten Girondins AS du Port aus Bordeaux
- Süd: AS Saint-Étienne, Toulouse FC, FC Sète, SO Montpellier, Olympique Alès, Olympique Nîmes, Olympique Marseille, AS Cannes und OGC Nizza.

## Saisonverlauf
Es galt die Zwei-Punkte-Regel; bei Punktgleichheit gab der Torverhältnis den Ausschlag für die Platzierung.
Zahlreiche Spieler hatten zu Beginn oder im Verlauf der Saison das besetzte Frankreich verlassen und traten fortan für einen Verein aus dem Landessüden an. Davon profitierte insbesondere der Toulouse FC, zu dem Anton Marek (aus Lens), Raoul Diagne, Maurice Dupuis, Mario Zatelli (alle von Racing Paris) und Curt Keller (von den inzwischen in Brive-la-Gaillarde antretenden Fußballern Racing Strasbourgs) kamen, während beispielsweise Edmund Weiskopf vom RC Paris zu Marseille zurückkehrte. Zu Toulouse kam außerdem auch noch Jean Bastien aus Marseille.
Mit insgesamt 387 Treffern in 114 Matches ergab sich ein Mittelwert von 3,4 Toren pro Partie. Ein Torschützenkönig wurde, auch wegen der unterschiedlichen Zahl von Spielen in den beiden Gruppen, nicht ermittelt. Bei Marseille, der Mannschaft mit dem durchschlagskräftigsten Angriff aller 16 Teilnehmer, war Emmanuel Aznar mit 15 Toren der erfolgreichste Schütze.

## Gruppe Nord
Red Star Olympique schuf die Grundlage für seinen ungefährdeten Gruppensieg mit einer makellosen Bilanz (sechs Siege in sechs Spielen) im heimischen Stade Bauer sowie einer Abwehr, die insgesamt lediglich acht Gegentreffer zuließ. Zudem besaß Red Star auch eine der erfolgreichsten Angriffsreihen der Gruppe – nur der FC Rouen schoss noch ein Tor mehr als die Elf aus Saint-Ouen –, aus der André Simonyi beim 7:1-Erfolg über den stärksten Konkurrenten, die „Roten Teufel“ aus Rouen, alleine viermal erfolgreich war. Die anderen fünf Gruppengegner waren chancenlos, wobei insbesondere der Racing Club unter dem massiven personellen Aderlass zu Saisonbeginn litt, den die Hauptstadtelf, die im Mai 1940 immerhin noch Landespokalsieger geworden war, nicht zu kompensieren vermochte.
| Pl. | Verein                    | Sp. | S | U | N | Tore    | Quote | Punkte |
| --- | ------------------------- | --- | - | - | - | ------- | ----- | ------ |
| 1.  | Red Star Olympique        | 12  | 9 | 2 | 1 | 028:800 | 3,50  | 20:40  |
| 2.  | FC Rouen                  | 12  | 7 | 1 | 4 | 029:280 | 1,04  | 15:90  |
| 3.  | Girondins AS du Port      | 12  | 6 | 1 | 5 | 021:200 | 1,05  | 13:11  |
| 4.  | Stade Reims               | 12  | 4 | 3 | 5 | 020:170 | 1,18  | 11:13  |
| 5.  | Le Havre AC               | 12  | 4 | 1 | 7 | 027:270 | 1,00  | 09:15  |
| 6.  | CA Paris                  | 12  | 3 | 2 | 7 | 012:250 | 0,48  | 08:16  |
| 7.  | Racing Club Paris (P) (a) | 12  | 4 | 0 | 8 | 023:350 | 0,66  | 08:16  |

| (P) | amtierender französischer Pokalsieger |

| Nord                 | RSP | ROU | BOR | REI | HAV | CAP | RCP |
| Red Star Olympique   |     | 7:1 | 2:0 | 1:0 | 2:1 | 4:0 | 3:0 |
| FC Rouen             | 4:1 |     | 4:2 | 2:1 | 4:3 | 1:1 | 4:3 |
| Girondins AS du Port | 0:2 | 0:3 |     | 1:1 | 3:2 | 2:1 | 3:1 |
| Stade Reims          | 1:1 | 2:1 | 2:0 |     | 1:1 | 3:0 | 2:3 |
| Le Havre AC          | 1:3 | 3:0 | 0:3 | 3:2 |     | 2:0 | 8:3 |
| CA Paris             | 0:0 | 3:1 | 1:4 | 0:4 | 3:1 |     | 0:2 |
| Racing Paris         | 0:2 | 2:4 | 1:3 | 4:1 | 3:2 | 1:3 |     |

## Gruppe Süd
An der Spitze dieser Gruppe kam es zu einem Kopf-an-Kopf-Rennen zwischen Marseille und Toulouse, in dem abschließend lediglich das Torverhältnis den Ausschlag zugunsten Olympiques gab. Beide Anwärter auf den Gruppensieg blieben vor eigenem Publikum ohne Niederlage, gewannen dort auch jeweils ihr Spiel gegen den Hauptkontrahenten, und der einzige Gegner, dem es gelang, gegen beide in deren Stadion einen Punkt zu holen, war der Dritte im Abschlussklassement, der FC Sète. Insgesamt kam es immer dann zu extrem torarmen Spielen, sobald die Dauphins aus Sète beteiligt waren, die in der Süd-Staffel die mit Abstand unüberwindlichste Abwehr, allerdings auch den zweitschlechtesten Angriff besaßen. Am unteren Ende der Tabelle konnten die Mannschaften aus Montpellier, Alès und insbesondere Saint-Étienne über die gesamte Saison betrachtet mit den anderen Teams nicht mithalten.
| Pl. | Verein              | Sp. | S  | U | N  | Tore    | Quote | Punkte |
| --- | ------------------- | --- | -- | - | -- | ------- | ----- | ------ |
| 1.  | Olympique Marseille | 16  | 10 | 4 | 2  | 044:160 | 2,75  | 24:80  |
| 2.  | Toulouse FC         | 16  | 11 | 2 | 3  | 037:170 | 2,18  | 24:80  |
| 3.  | FC Sète             | 16  | 7  | 4 | 5  | 015:110 | 1,36  | 18:14  |
| 4.  | AS Cannes           | 16  | 7  | 4 | 5  | 025:230 | 1,09  | 18:14  |
| 5.  | OGC Nizza           | 16  | 6  | 4 | 6  | 026:190 | 1,37  | 16:16  |
| 6.  | Olympique Nîmes     | 16  | 8  | 0 | 8  | 024:350 | 0,69  | 16:16  |
| 7.  | SO Montpellier      | 16  | 4  | 4 | 8  | 028:360 | 0,78  | 12:20  |
| 8.  | Olympique Alès      | 16  | 3  | 3 | 10 | 011:360 | 0,31  | 09:23  |
| 9.  | AS Saint-Étienne    | 16  | 3  | 1 | 12 | 017:340 | 0,50  | 07:25  |

| Süd                 | MAR | TOU | SÈT | CAN | NIZ | NÎM | MON | ALÈ | ÉTI |
| Olympique Marseille |     | 2:1 | 0:0 | 1:1 | 3:2 | 4:0 | 5:1 | 7:0 | 4:1 |
| Toulouse FC         | 3:2 |     | 1:1 | 3:1 | 2:0 | 6:1 | 4:2 | 2:0 | 4:2 |
| FC Sète             | 1:0 | 0:2 |     | 3:0 | 0:1 | 3:0 | 1:0 | 0:0 | 0:0 |
| AS Cannes           | 2:2 | 1:3 | 3:1 |     | 2:1 | 0:2 | 3:1 | 2:1 | 2:1 |
| OGC Nizza           | 0:2 | 0:0 | 2:1 | 2:2 |     | 3:0 | 2:2 | 4:1 | 4:1 |
| Olympique Nîmes     | 1:4 | 2:1 | 1:0 | 1:0 | 1:0 |     | 4:1 | 2:0 | 5:2 |
| SO Montpellier      | 2:2 | 2:1 | 0:1 | 1:5 | 1:1 | 7:2 |     | 4:0 | 1:3 |
| Olympique Alès      | 0:4 | 0:2 | 0:1 | 0:0 | 0:4 | 3:2 | 1:1 |     | 3:1 |
| AS Saint-Étienne    | 1:2 | 1:2 | 1:2 | 0:1 | 1:0 | 1:0 | 1:2 | 0:2 |     |

## Die Spieler der Gruppensieger
Bei Red Star beziehungsweise Marseille waren die folgenden Spieler in Begegnungen der Division 1 zum Einsatz gekommen:
- Red Star Olympique: Lucien Alleaume, Alfred Aston, Paul Bersoullé, Julien Darui, Georges Hatz, Helenio Herrera, Georges Meuris, José Padrón, Henri Roessler, Georges Séfelin, René Sergent, André Simonyi, Roger Thévenot, Roger Vandevelde, Jules Vandooren, J. Vastag
Gesperrt gedruckte Spieler sind laut einer anderen Quelle[4] erst am Ende dieser beziehungsweise in der folgenden Saison zum Verein gekommen.
- Olympique Marseille: Acht, Joseph Alcazar, Andreis, Emmanuel Aznar, Hadidji Ben Arab, Bigot, Ferdinand Bruhin, Max Conchy, Georges Dard, Jacques Delachet, de Nicolas, Spielertrainer József Eisenhoffer, Ferrigno, Joseph Gonzales, Malvy, Franciszek Olejniczak, Paul Patrone, Félix Pironti, Jean-Louis Pradel, Jean Robin, Salson, Subreville, Lucien Troupel, Edmund Weiskopf
Gesperrt gedruckte Spieler sind laut einer anderen Quelle[5] in dieser Saison nicht in Ligaspielen eingesetzt worden.